# Het slangenei
Het slangenei (Engels: The Serpent's Egg; Duits: Das Schlangenei) is een film uit 1977 van de Zweedse regisseur Ingmar Bergman. Het is de enige Amerikaanse film van Bergman.

## Verhaal
De Joods-Amerikaanse trapezeartiest Abel Rosenberg leeft in de winter van 1923 met zijn broer Max in Berlijn. Ze zijn allebei werkloos, omdat Max zich geblesseerd heeft. Op een nacht treft Abel zijn broer Max doodgeschoten aan in hun kamer. De politie stelt Abel onder verdenking, maar in werkelijkheid is de waanzinnige geleerde Vergérus verantwoordelijk voor de moord. Hij voert vreselijke experimenten uit op werklozen. Vergérus wordt ontmaskerd en pleegt zelfmoord met een gifcapsule, als de politie hem komt arresteren.

## Rolverdeling
- David Carradine: Abel Rosenberg
- Heinz Bennent: Hans Vergérus
- Liv Ullmann: Manuela Rosenberg
- Toni Berger: Mr. Rosenberg
- Gert Fröbe: Inspecteur Bauer
- James Whitmore: Priester
- Georg Hartmann: Hollinger
- Fritz Straßner: Dr. Soltermann
- Hans Quest: Dr. Silbermann
- Walter Schmidinger: Solomon